# Urs Lehmann
Urs Lehmann (Rudolfstetten, 1 de abril de 1969) es un deportista suizo que compitió en esquí alpino.
Ganó una medalla de oro en el Campeonato Mundial de Esquí Alpino de 1993, en la prueba de descenso.
Estudió Economía en la Universidad de Zúrich. En 2008 fue elegido presidente de la Federación Suiza de Esquí.

## Palmarés internacional
| Campeonato Mundial | Campeonato Mundial | Campeonato Mundial | Campeonato Mundial |
| Año                | Lugar              | Medalla            | Prueba             |
| ------------------ | ------------------ | ------------------ | ------------------ |
| 1993               | Morioka (Japón)    | Medalla de oro     | Descenso           |